# Екуменізм

Символ світового руху за об'єднання християнських церков

Екумені́зм (грец. οἰκουμένη, дос. «заселений світ») — ідеологія та рух за співпрацю та взаєморозуміння між християнами різних конфесій. Екуменічний рух ставить перед собою завдання:
- краще пізнати всі Церкви і їхнє вчення, звертаючи увагу на об'єднувальні елементи
- утворити основу спільного практичного діяння, прямуючи до єдності, яку проповідував Христос.

Також екуменізм виступає за посилення впливу релігії й вироблення загальнохристиянської соціальної програми, придатної для віруючих, які проживають у країнах з різними соціальними системами.

## Екуменізм і Біблія
Екуменісти акцентують увагу на тому, що Біблія заповідає духовну єдність християн, у зв'язку з чим згадують слова Ісуса Христа: 

| «Та не тільки за них Я благаю, а й за тих, що ради їхнього слова ввірують у Мене, щоб були всі одно: як Ти, Отче, в Мені, а Я у Тобі, щоб одно були в Нас і вони, щоб увірував світ, що Мене Ти послав.» (Ів. 17:22-23) |
Священик В.П. Данилов виділяє в Біблії також наступні фрагменти, що на його думку свідчать про необхідність не тільки духовної, але і суто церковної єдності:
- Заповіт Ісуса апостолові Петрові очолити Церкву:

| І кажу Я тобі, що ти скеля, і на скелі оцій побудую Я Церкву Свою, і сили адові не переможуть її. (Мт 16-18) |
| |

- Слова Ісуса, де він порівнює вірних з кошарами овець:

| Також маю Я інших овець, які не з цієї кошари, Я повинен і їх припровадити. І Мій голос почують вони, і буде отара одна й Один Пастир! (Ів. 10-16) |
| |

- Напуття апостола Павла у посланнях до ефесян, римлян, коритян:

| Одне тіло, один дух, як і були ви покликані в одній надії вашого покликання. Один Господь, одна віра, одне хрещення (Еф. 4:4-5) |
| |

| Благаю ж вас, браття, щоб ви остерігалися тих, хто чинить розділення й згіршення проти науки, якої ви навчилися, і уникайте їх, бо такі не служать Господеві нашому Ісусу Христу, але власному череву; вони добрими та гарними словами зводять серця простодушних. (Рим. 16:17-18) |
| |

| Тож благаю вас, браття, Ім'ям Господа нашого Ісуса Христа, щоб ви всі говорили те саме, і щоб не було поміж вами поділення, але щоб були ви поєднані в однім розумінні та в думці одній! (1 Кор. 1:10,13) |
| |

- В свою чергу критики екуменізму вказують на ігнорування біблійними істинами, як на головну проблему екуменічного руху в сучасному вигляді.

## Історія екуменізму
Одним з перших екуменічних зібрань вважається міжконфесійна протестантська місіонерська конференція 1910 року в Единбурзі. Формування екуменічного руху в сучасному вигляді було закладено на протестантсько-православних конференціях 1920 року в Женеві, 1927 року в Лозанні і довершено конференцією 1945 року в Стокгольмі, а також створенням в 1948 році Всесвітньої ради церков.
1962 року екуменічний діалог розпочали католицька та православна церкви, коли представники Московського патріархату були присутні як спостерігачі на Другому Ватиканському соборі. Переломним у католицько-православних стосунках став 1965 рік, коли Патріарх Константинопольский Афінагор I і Папа Римський Павло VI скасували взаємні анафеми, накладені 1054 року.
Католицька церква встає на екуменічні позиції після Другого Ватиканського собору. У 1997 році у Вашингтоні була започаткована екуменічна конференція «Orientale Lumen» («Світло Сходу»), як рух мирян та духовенства серед християн задля вивчення однойменного Апостольського листа Папи Івана Павла II, виданого у 1995 р. «Світло Сходу» передбачає зустрічі представників православних, католицьких та греко-католицьких Церков для спільної молитви, вивчення традицій кожної з цих традицій, налагодження дружніх стосунків задля того, щоб бути «єдиним цілим в Одній Церкві Христовій». Від самого початку активну участь в конференції беруть українські миряни та священнослужителі.
З 2007 року у Києві проходять традиційні січневі молитовні марафони за єдність християн, у яких беруть участь представники РКЦ, УГКЦ, ПЦУ, УПЦ (МП), Церкви Християн Віри Євангельської (пятидесятників), інших протестантських спільнот.
Українська Православна церква Московського патріархату не є самостійним членом Всесвітньої ради церков, а входить до неї як автономна структура у складі РПЦ.Певний загал православних віруючих обережно ставиться до екуменічного руху.

## Критика екуменізму
Від початку свого існування екуменістичний рух знаходив противників і серед представників різних конфесій.
Наприклад, архієпископ РПЦ Серафим (Соболев) у своїй доповіді 1948 року заявив, що екуменічний рух — це «зрадництво й зрада Христу», а «у самому останньому витоку екуменічного руху стоїть… диявол».
Єпископ Фотій (Сиромахов) закидає екуменічному руху підрив літургійної і календарної єдності православної Церкви, що стався після переходу більшості помісних церков на Новоюліанський календар. Не підтримують екуменічний рух також старообрядці та старостильні церкви.
Серед католиків екуменізм заперечує Священицьке братство святого Пія Х та Седевакантисти, які також не визнають законність влади деяких Римських Пап і відлучені Ватиканом від Католицької церкви. Скептичною по відношенню екуменічного руху і офіційна радянська позиція, яка вважала цей рух «інструментом буржуазної політики»
Обґрунтування християнами неприйняття екуменічного руху ведеться з двох протилежних позицій:
- визнання всіх інших християнських конфесій єретиками, що не мають ані краплі істини, «духовною пустелею», їхніх таїнств — пародією та блюзнірством (поширено серед членів апостольських Церков та деяких протестантських фундаменталістів);
- віра в те, що християнські церкви та спільноти вже перебувають в духовній єдності, якій не заважають відсутність євхаристійного спілкування та догматичні розбіжності (англіканська «теорія гілок», неопротестантська концепція «невидимої Церкви»).

Деякі християни визнають необхідність чи, принаймні, бажаність пошуку єдності, але їх не влаштовує формат роботи ВРЦ та інших екуменічних організацій. Так, протестанти євангельського руху діють в рамках різноманітних міжконфесійних та позаконфесійних об'єднань, що координують сумісну євангелізаційну та освітню роботу, тобто фактично є екуменічними. Але вони продовжують критикувати екуменізм, який асоціюється в них з ліберальною теологією та тісною співпрацею з католиками й православними.